# Дом-музей Ett Hem
Дом-музей Ett Hem (швед. Ett Hem) — единственный в Финляндии музей дворянского быта, расположенный в Турку.

## История
В 1925 году консульская чета Альфреда и Хелены Якобссон передала в дар Академии Або свою частную коллекцию живописи и предметов интерьера. В 1932 году собрание было музеефицировано и открыто для посещения по адресу Hämeenkatu (Tavastgatan), 30.
В 1965 году состоялся перенос коллекции в новые помещения по адресу Piispankatu (Biskopsgatan), 14.
В интерьерах помещений представлены картины и коллекции предметов, характерные для быта дворянства Великого княжества Финляндского рубежа XIX—XX веков.